# エゾエンゴサク
エゾエンゴサク（蝦夷延胡索、学名: Corydalis fumariifolia subsp. azurea）はケシ科キケマン属の多年草。
従来、本種の学名は C. ambigua とされ、分布地は、北海道から本州の中部以北の日本海側とされていたが、学名は上記のものに変更され、また、本州の東北地方から北陸地方に分布するものは、別種のオトメエンゴサク C. fukuharae とされている。

## 名前の由来
和名エゾエンゴサクは、「蝦夷延胡索」の意で、蝦夷に生えることと、地中の塊茎が漢方薬の「延胡索」に似ていることから付けられた。

## 分布と生育環境
南千島、北海道、サハリンに分布する。樹林地や林縁、草地など湿り気のある場所に生える。分類上の基本種 subsp. fumariifolia はオホーツク海沿岸に分布し、エゾエンゴサクより複葉の小葉や花が狭い。

## 特徴
多年生草本。地下に径 1.5センチメートル (cm) 前後の球形の塊茎があり、塊茎の中身は黄色をおびる。植物体は無毛か毛状の乳頭突起がある。塊茎から1本の茎が伸び、花茎の高さは 10 - 30 cmになり、2個の普通葉と1個の鱗片葉がある。普通葉は葉柄があり、1 - 2回3出複葉で、卵形または楕円状卵形の小葉3枚からなるが、個体による変異が多い。小葉の長さは 1 - 3 cm、全縁か3裂し、先は鈍頭または円頭になる。
花期は早春（4 - 5月）。茎の先に青色から青紫色の花を総状花序に咲かせる。苞は卵形でふつう全縁。花柄は長さ1 cmほど。花の長さは 17 - 25ミリメートル (mm) になり、距は基部が太く、先がしだいに細くなる傾向がある。果実は蒴果で、線形から長楕円状線形になり、長さ 15 - 23 mm、幅 2.5 - 3 mmになる。種子は黒褐色で光沢があり滑らかである。地上部は、開花結実後まもなくすると枯死する。白い花を咲かせるシロバナエゾエンゴサク（学名: Corydalis fumariifolia subsp. azurea f. candida）もある。
根系は球根タイプのもので、不定根は球根の下端に束生する。新球は旧球の内部に形成され、旧球は夏頃に腐って消失する。不定根には宿存根毛を生じる。
春先に花を咲かせ、落葉広葉樹林の若葉が広がる頃には地上部は枯れてなくなり、その後は翌春まで地中の地下茎で過ごすスプリング・エフェメラルの一種。

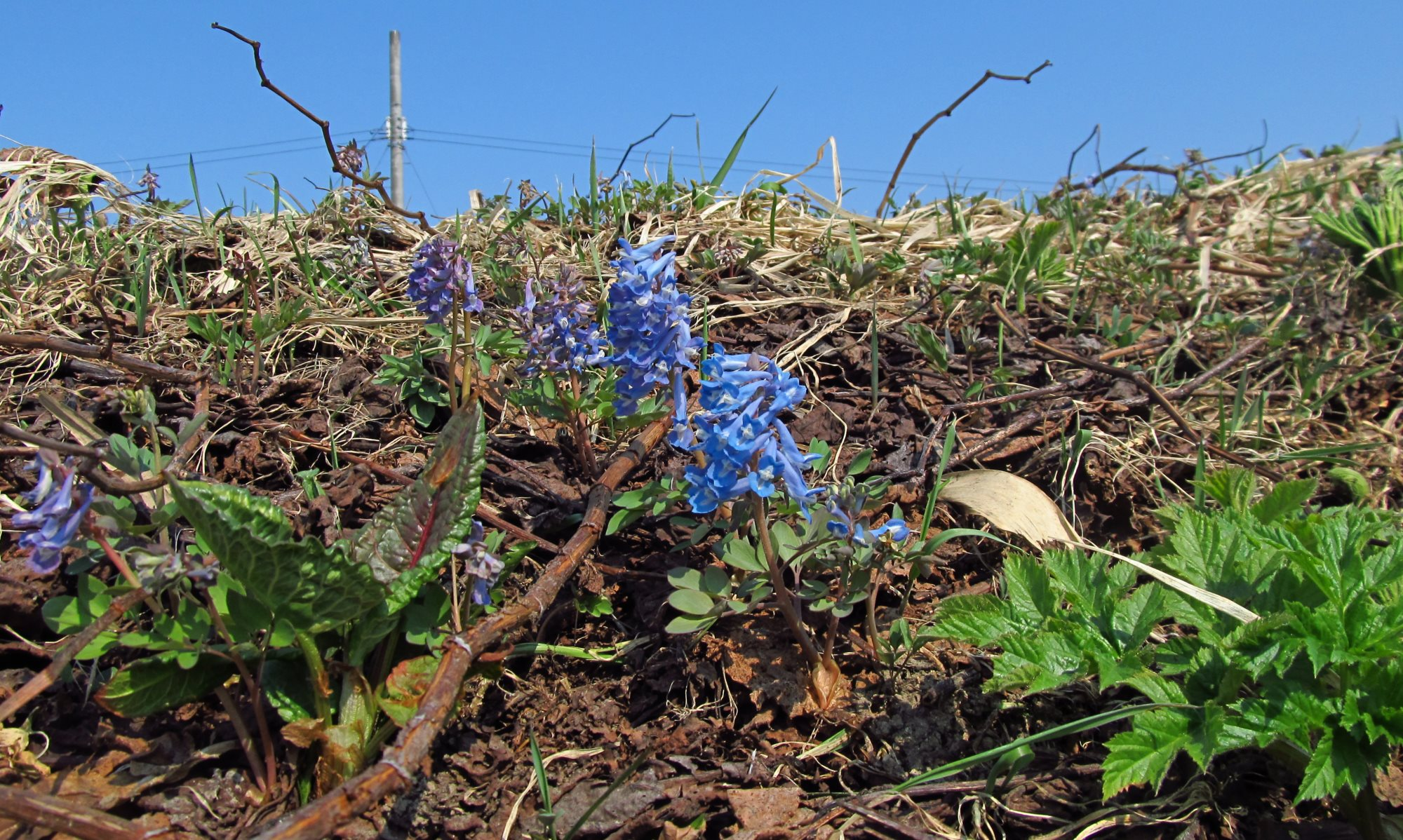
全景
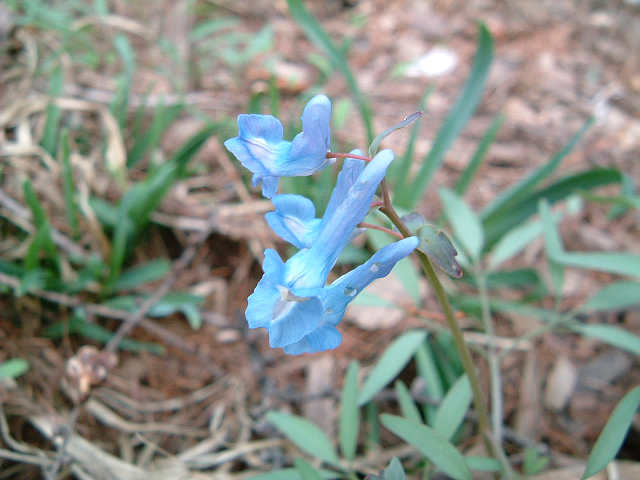
花冠
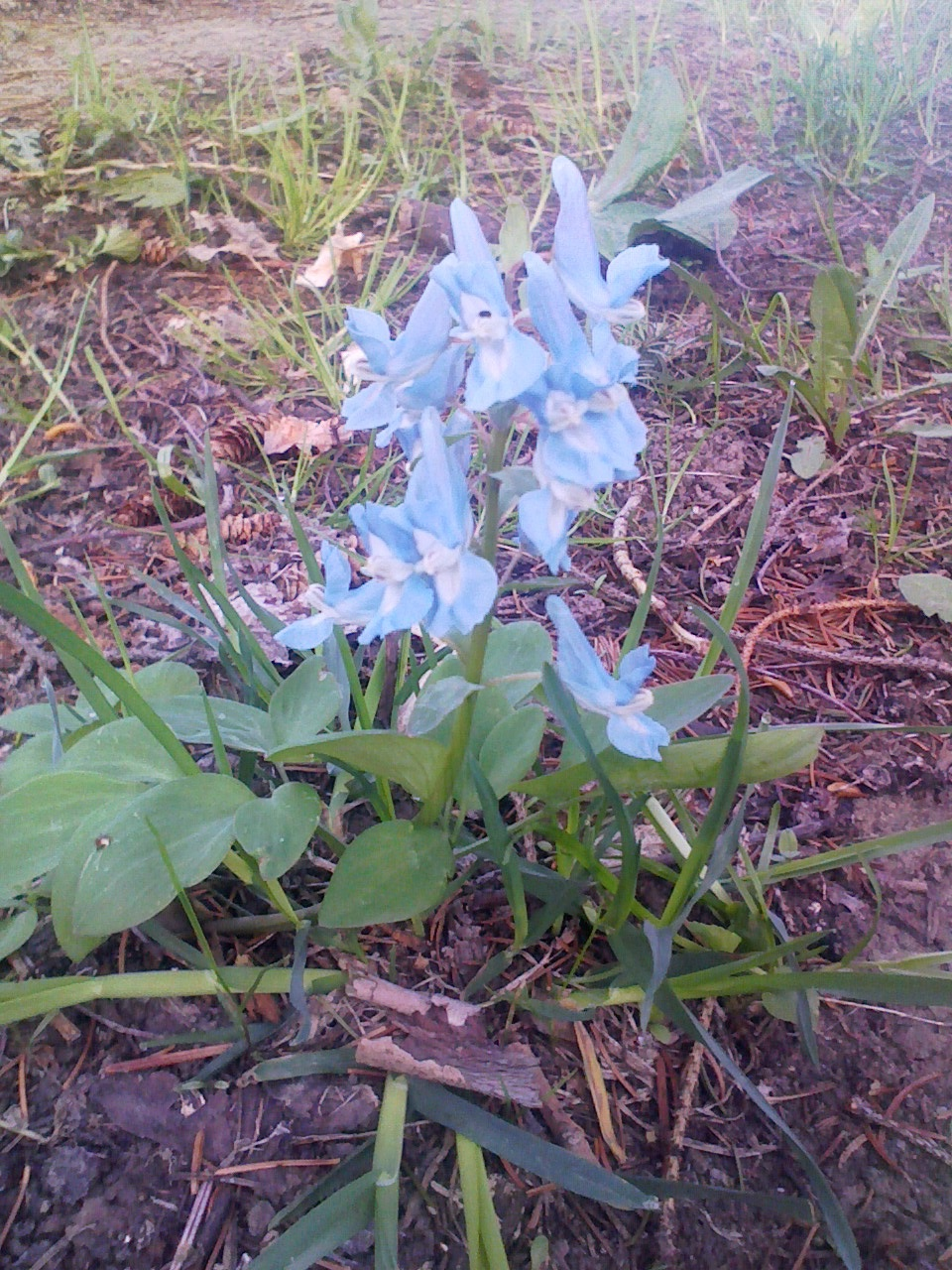
全体の姿
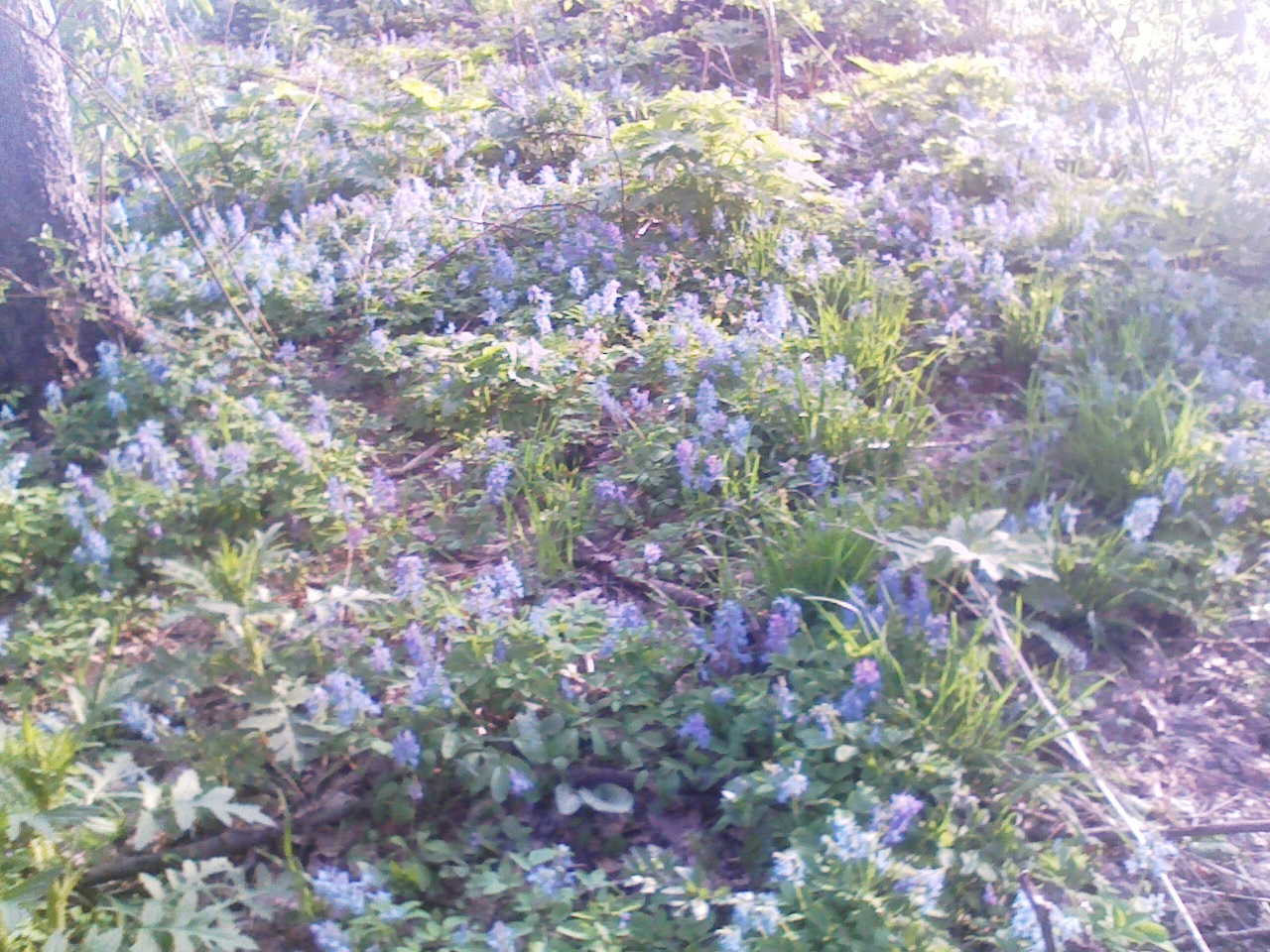
群生の様子

## 利用
毒草が多いケシ科の中でも、エゾエンゴサクは数少ない食用になる植物で、同属のキケマンやムラサキケマンなどと違い、毒性が無く風味が良いので食用に供される。春から初夏（5月ごろ）は採取の適期とされ、花茎の伸びたものを摘み取る。花を含む地上部は、さっと茹でておひたしや和え物、酢の物などにする。アクやクセがなく、生のまま汁の実、椀種、天ぷらにもできる。塊根はアイヌ語で「トマ」と呼ばれ、保存食として利用されてきた。本州・四国・九州に分布するヤマエンゴサクも同様に食用となる。
有毒のキケマンは草をちぎると不快臭がするので判別は容易である。観賞用としても良いが、漢方薬にも使用される。

## 近縁種
- ヤマエンゴサク（山延胡索、学名：Corydalis lineariloba ）
- オトメエンゴサク（乙女延胡索、学名：Corydalis fukuharae ）
- ジロボウエンゴサク（次郎坊延胡索、学名：Corydalis decumbens ）

## 主な群生地
- 北海道旭川市…北邦野草園
- 北海道札幌市北区…屯田防風林 オオウバユリの保護区域がエゾエンゴサクの保護区域を兼ねている場所がいくつかある。
- 北海道札幌市東区…「大学村の森」（北海道大学第三農場の跡地）